# Премия Лоренса Оливье за выдающийся вклад в музыкальный театр
Премия Лоренса Оливье за выдающийся вклад в музыкальный театр  (англ. Laurence Olivier Award 
for Best Original Score or New Orchestrations) — британская награда, присуждаемая Театральным сообществом Лондона, в качестве признания профессиональных достижений в сфере театра. Была создана в 1976 году и переименована в 1984 году в честь великого британского актера.
До 2020 года номинация носила называние « За выдающиеся достижения в музыке» (англ. Outstanding Achievement in Music).
С 2020 по 2023 гг. номинация называлась «За лучшую оригинальную музыку или новые оркестровки».

## 2010-е
| Год  | Постановка                      | Номинанты                                                                           | Прим. |
| ---- | ------------------------------- | ----------------------------------------------------------------------------------- | ----- |
| 2014 | «Однажды» ★                     | Мартин Лоу, Глен Хансард, Маркета Ирглова                                           | [ 2 ] |
| 2014 | «Мы едем, едем, едем...»        | оркестр                                                                             | [ 2 ] |
| 2014 | «Книга мормона»                 | Трей Паркер, Роберт Лопез, Мэтт Стоун                                               | [ 2 ] |
| 2014 | «Парни из Скотсборо»            | Джон Кандер, Фред Эбб                                                               | [ 2 ] |
| 2015 | «Солнечный полдень» ★           | Рей Дэвис                                                                           | [ 3 ] |
| 2015 | «Красивая»                      | оркестр                                                                             | [ 3 ] |
| 2015 | «Здесь живёт любовь»            | Дэвид Бирн, Fatboy Slim                                                             | [ 3 ] |
| 2015 | «Мемфис»                        | Дэвид Брайан, Джо ДиПьетро, Тим Саттон и оркестр                                    | [ 3 ] |
| 2016 | «На высотах» ★                  | Лин-Мануэль Миранда                                                                 | [ 4 ] |
| 2016 | «Играй как Бэкхем»              | Ховард Гудалл, Чарльз Харт, Кулжит Бхамра                                           | [ 4 ] |
| 2016 | «Фаринелли и король»            | Клэр ван Кэмпен, оркестр, Истин Дэвис, исполнители роли Фаринелли                   | [ 4 ] |
| 2016 | «Чумовые боты»                  | Синди Лопер, Стивен Оремус                                                          | [ 4 ] |
| 2017 | «Школа рока» ★                  | Три детских рок-группы, каждый день играющих вживую на сцене театра Нью-Лондон      | [ 5 ] |
| 2017 | «Девушки мечты»                 | Генри Кригер                                                                        | [ 5 ] |
| 2017 | «Гарри Поттер и Проклятое дитя» | Имоджен Хип                                                                         | [ 5 ] |
| 2017 | «Иисус Христос — суперзвезда»   | оркестр и труппа                                                                    | [ 5 ] |
| 2018 | «Гамильтон» ★                   | Алекс Лакамуар, Лин-Мануэль Миранда                                                 | [ 6 ] |
| 2018 | «Все говорят о Джейми»          | Дэн Гиллеспи Селлс                                                                  | [ 6 ] |
| 2018 | «Follies»                       | оркестр под руководством Николаса Скиллбека и музыкального директора Найджела Лилли | [ 6 ] |
| 2018 | «Девушка из северного графства» | Боб Дилан, Саймон Хэйл                                                              | [ 6 ] |
| 2019 | «Прилетевшие издалека» ★        | Дэвид Хейн, Айрин Санкофф, Йэн Айзендрат, Август Эриксмен, Алан Берри и оркестр     | [ 7 ] |
| 2019 | «Голос монстра»                 | Бенжи Бауэр и Уилл Бауэр                                                            | [ 7 ] |
| 2019 | «Забавный дом»                  | Лиза Крон, Жанин Тесори                                                             | [ 7 ] |
| 2019 | «Наследство»                    | Пол Инглишби                                                                        | [ 7 ] |
| 2019 | «Шесть»                         | Джо Бейтон, Том Карран, Тоби Марлоу и Люси Мосс                                     | [ 7 ] |

## 2020-е
| Год  | Постановка                              | Номинанты                                                                              | Прим. |
| ---- | --------------------------------------- | -------------------------------------------------------------------------------------- | ----- |
| 2020 | «Дорогой Эван Хэнсен» ★                 | Алекс Лакамуар, Бенж Пасек и Джастин Пол                                               |       |
| 2020 | «Официантка»                            | Сара Бареллис                                                                          |       |
| 2020 | «Скрипач на крыше»                      | Джейсон Карр                                                                           |       |
| 2020 | «И Джульетта»                           | Доминик Фаллакаро и Билл Шерман                                                        |       |
| 2020 | «Амели»                                 | Барнаби Рейс                                                                           |       |
| 2022 | «Get Up, Stand Up! Мюзикл о Бобе Марли» | Саймон Хейл (оркестровка)                                                              |       |
| 2022 | «Всё пройдёт»                           | Дэвид Чейс, Билл Эллиот и Роб Фишер (оркестровка)                                      |       |
| 2022 | «Назад в будущее»                       | Алан Сильвестри и Глен Баллард (слова и музыка), Брайан Крук и Итан Попп (оркестровка) |       |
| 2022 | «Жизнь Пи»                              | Эндрю Т. Маккей (музыка)                                                               |       |
| 2023 | «Стоя на краю неба»                     | Том Диринг (оркестровка), Ричард Хоули (слова и музыка)                                | [ 8 ] |
| 2023 | «Визит оркестра»                        | Давид Язбек, Жамшид Шарифи и Андреа Гроди                                              | [ 8 ] |
| 2023 | «Мой сосед Тоторо»                      | Дзё Хисаиси (музыка), Уилл Стюарт (оркестровка)                                        | [ 8 ] |
| 2023 | «Оклахома!»                             | Дэниел Клугер и Нейтан Коуси (аранжировки)                                             | [ 8 ] |
| 2024 | «Бульвар Сансет»                        | Алан Уильямс (общее музыкальное руководство)                                           |       |
| 2024 | «Парни и куколки»                       | Том Брейди (аранжировки и музыкальное руководство), Чарли Розен (оркестровка)          |       |
| 2024 | «Только на день»                        | Мэтт Брайнд (музыкальное руководство, аранжировки и оркестровка)                       |       |
| 2024 | «Операция «Мясной фарш»»                | Джо Банкер (музыкальное руководство), Стив Сидвел (оркестровка)                        |       |